# Ziegelei August Haid

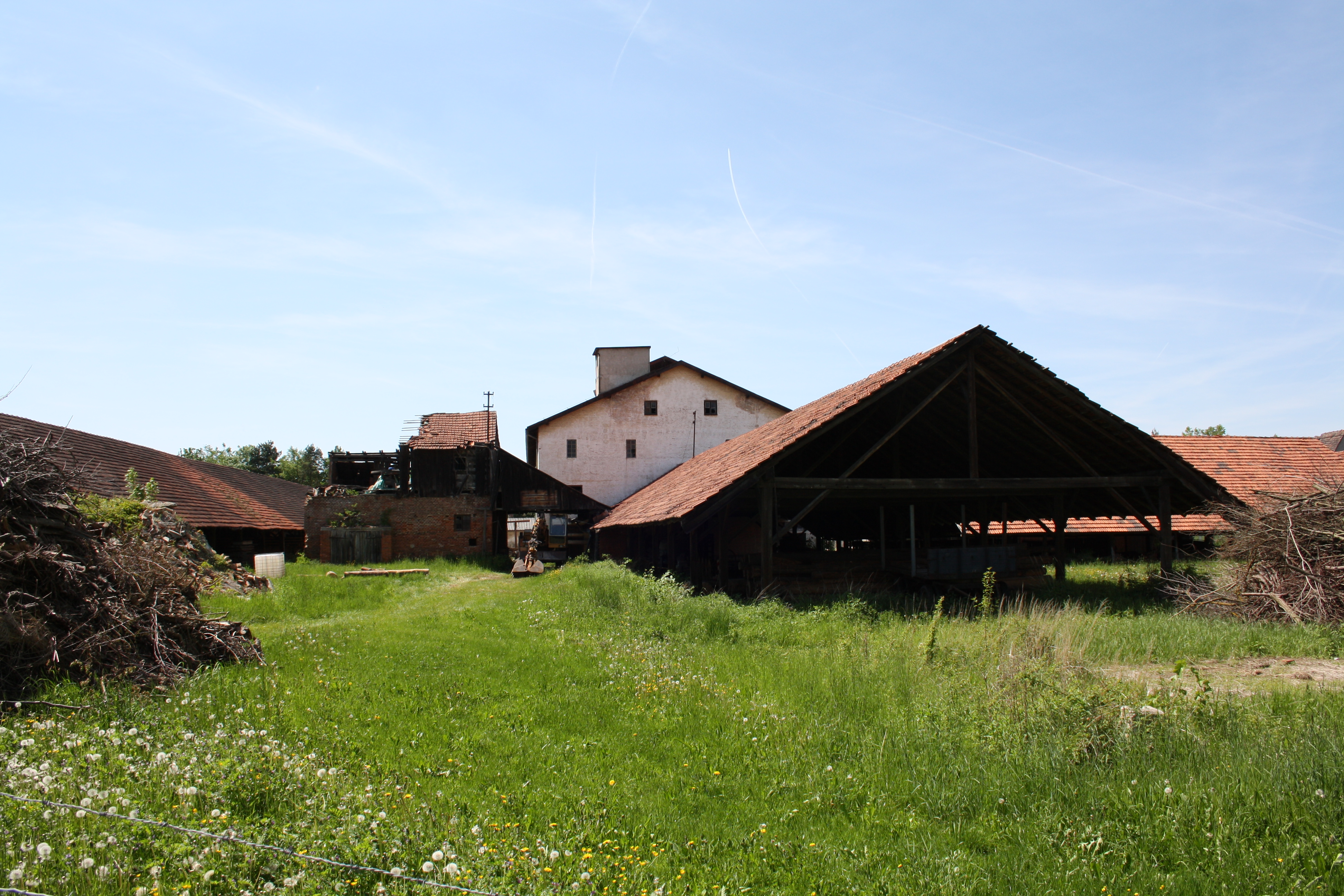
Gebäude der ehemaligen Ziegelei August Haid in Oberföhring

Die Ziegelei August Haid ist eine ehemalige Ziegelei in München.

## Denkmalschutz
Die Ziegelei steht unter Denkmalschutz.
Unter derselben Aktennummer sind neben der Ziegelhütte auch Nebengebäude, Ofenhaus, Scheune und Wohnhaus aufgeführt.

## Lage
Die Ziegelei liegt im Nordosten Münchens im Stadtteil Oberföhring im Stadtbezirk 13 Bogenhausen zwischen der Cosimastraße und der Effnerstraße. Südlich des Geländes verläuft die Straße An der Salzbrücke, deren Name daran erinnern soll, dass in der Nähe die alte Salzstraße bei Föhring über die Isar führte. Nördlich des Ziegeleigeländes liegt eine neue Wohnsiedlung.